# Stenopetalum decipiens
Stenopetalum decipiens är en korsblommig växtart som beskrevs av Elizabeth Anne Shaw. Stenopetalum decipiens ingår i släktet Stenopetalum och familjen korsblommiga växter. Inga underarter finns listade i Catalogue of Life.

## Bildgalleri

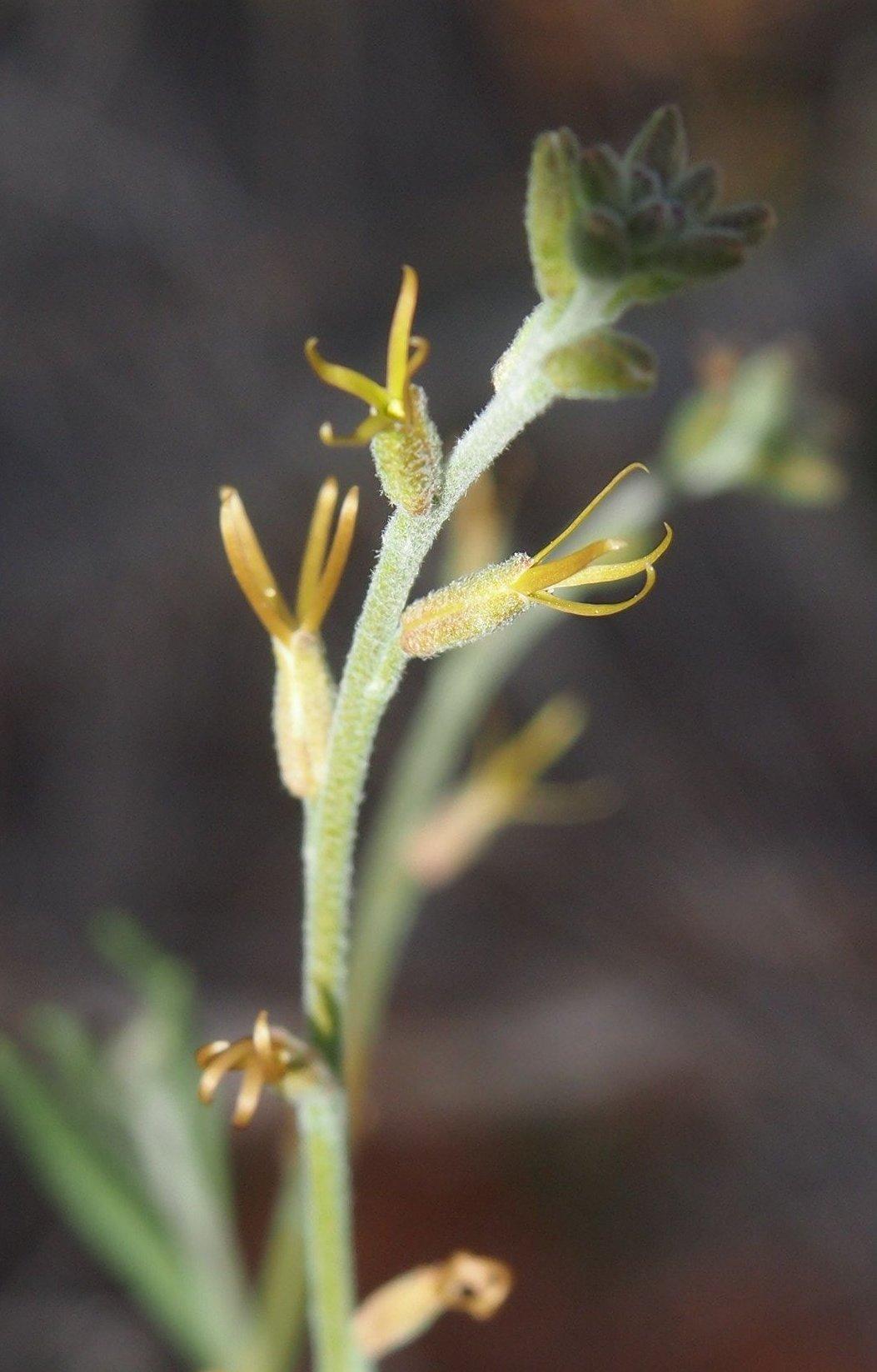
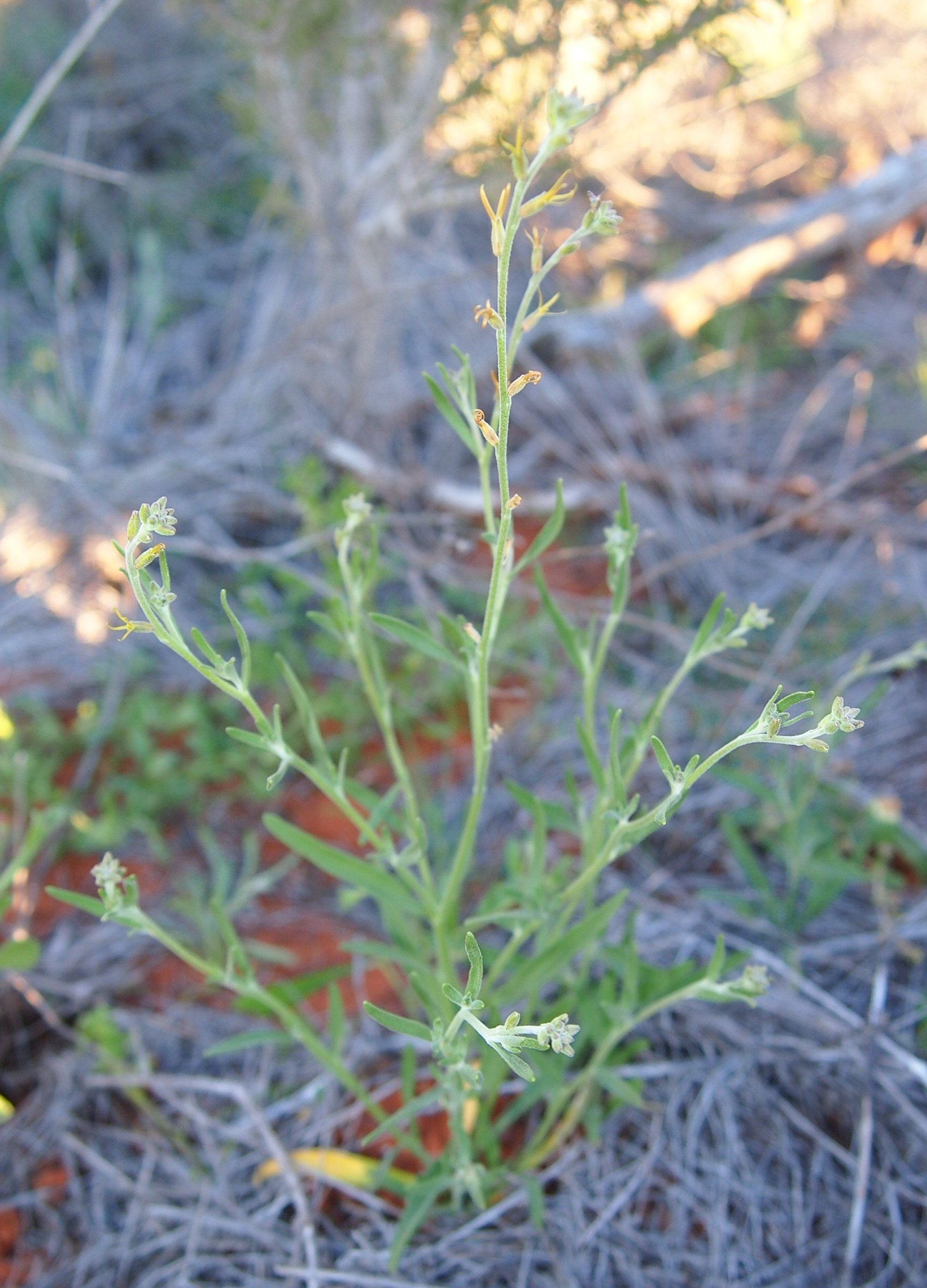